# Trafford (motorfiets)
Trafford is een historisch merk van motorfietsen.
De bedrijfsnaam was: Trafford Engineering Co., Old Trafford, Manchester.
Dit was een Engels merk dat een gering aantal motorfietsen met 269ccVilliers-tweetaktmotor bouwde.
Na de Eerste Wereldoorlog ontstond er in het Verenigd Koninkrijk een enorm aantal kleine motorfietsmerken, vooral uit garagebedrijven en fietsfabrieken. Ze moesten gebruikmaken van onderdelen van toeleveringsbedrijven en vooral de bouwers van inbouwmotoren, zoals Villiers en JAP konden de vraag nauwelijks bijbenen. De kleine merken konden het niet volhouden tegen de grotere merken zoals BSA, Triumph en Norton, die door de oorlogsproductie zelfs gegroeid waren.
Het merk Trafford bestond dan ook maar kort: van 1919 tot 1922.